# Colostethus alacris
Colostethus alacris (лат.) — вид рода тёмные древолазы (Colostethus) семейства древолазы (Dendrobatidae).

## Описание
Этот вид известен всего по нескольким экземплярам, обнаруженным в муниципалитете Эль-Тамбо, в департаменте Каука, на склоне Западных Кордильер в Колумбии на высоте 1400 м над уровнем моря. Образ жизни, предположительно, схож с образом жизни близких видов, с головастиками, развивающимися в воде. Ареал вида не относится к охраняемым территориям.